# جويس فيلاند
جويس فيلاند (بالفرنسية: Joyce Wieland)‏ (و. 1931 – 1998 م) هي مخرجة أفلام كندية، ولدت في تورونتو، شاركت في دوكومنتا 5 ‏، كانت عضوةً في الأكاديمية الكندية الملكية للفنون، توفيت في تورونتو، عن عمر يناهز 67 عاماً، بسبب مرض آلزهايمر.

## جوائز
حصلت على جوائز منها:
- ضابط وسام كندا.

## وصلات خارجية
- جويس فيلاند على موقع IMDb (الإنجليزية)
- جويس فيلاند على موقع الموسوعة البريطانية (الإنجليزية)
- جويس فيلاند على موقع ألو سيني (الفرنسية)
- جويس فيلاند على موقع أول موفي (الإنجليزية)
- جويس فيلاند على موقع قاعدة بيانات الأفلام السويدية (السويدية)
- جويس فيلاند على موقع قاعدة بيانات الفيلم (الإنجليزية)
- جويس فيلاند على موقع كينوبويسك (الروسية)